# Třída Reshef
Třída Reshef je perspektivní třída korvet vyvíjená pro Izraelské vojenské námořnictvo loděnicí Israel Shipyards jako náhrada za raketové čluny třídy Sa'ar 4.5. Mezi hlavní úkoly plavidel patří ochrana výlučné ekonomické zóny a izraelské námořní těžařské infrastruktury. Celkem bylo objednáno pět jednotek této třídy. Vstup třídy do služby je plánován na rok 2027.

## Vývoj
Izraelská loděnice Israel Shipyards vyvinula novou generaci korvet na základě svého typu S-72. Dohoda o vývoji plavidel byla podepsána v listopadu 2019. V srpnu 2021 loděnice získala kontrakt na zpracování detailního projektu korvet. Israel Shipyards je hlavním kontraktorem programu, přičemž trupy korvet budou sestaveny z modulů částečně vyrobených subdodavatelem z USA. Izrael by tak mohl využít amerických dotací a snížit vlastní náklady na realizaci programu. Zahájení stavby plavidel bylo plánováno na přelom let 2023 a 2024.
Dne 24. listopadu 2024 izraelská vláda informovala o objednávce pěti korvet třídy Reshef. Smlouva na stavbu pěti plavidel byla podepsána 12. prosince 2024. Dne 18. února 2025 proběhlo slavnostní první řezání oceli na prototypovou jednotku.
Jednotky třídy Reshef :
| Jméno | První řezání oceli | Založení kýlu | Spuštěna | Vstup do služby | Status    |
| ----- | ------------------ | ------------- | -------- | --------------- | --------- |
|       | 18. února 2025     |               |          |                 | ve stavbě |
|       |                    |               |          |                 | objednána |
|       |                    |               |          |                 | objednána |
|       |                    |               |          |                 | objednána |
|       |                    |               |          |                 | objednána |

## Konstrukce
Korvety ponesou silnou výzbroj. Budou vybaveny radarem EL/M-2258 ALPHA kategorie AESA. Na přídi bude 76mm/62 kanón v dělové věži a za ním vertikální odpalovací sila protiletadlového raketového kompletu Rafael C-Dome (navalizovaná verze systému Železná kopule). V prostoru za integrovaným stožárem budou umístěny protilodní střely. Dálší vyzbroj představují dva 30mm kanón v dálkově ovládaných zbraňových stanicích Rafael Typhoon a vrhače klamných cílů. Na zádi plavidel je víceúčelová paluba vyhrazená pro kontejnery se specializovaným vybavením. Pohonný systém je koncepce CODOG.